# Karang Waru (Ulu Rawas)
Karang Waru is een bestuurslaag in het regentschap Musi Rawas van de provincie Zuid-Sumatra, Indonesië. Karang Waru telt 1015 inwoners (volkstelling 2010).